# کئونگ چی

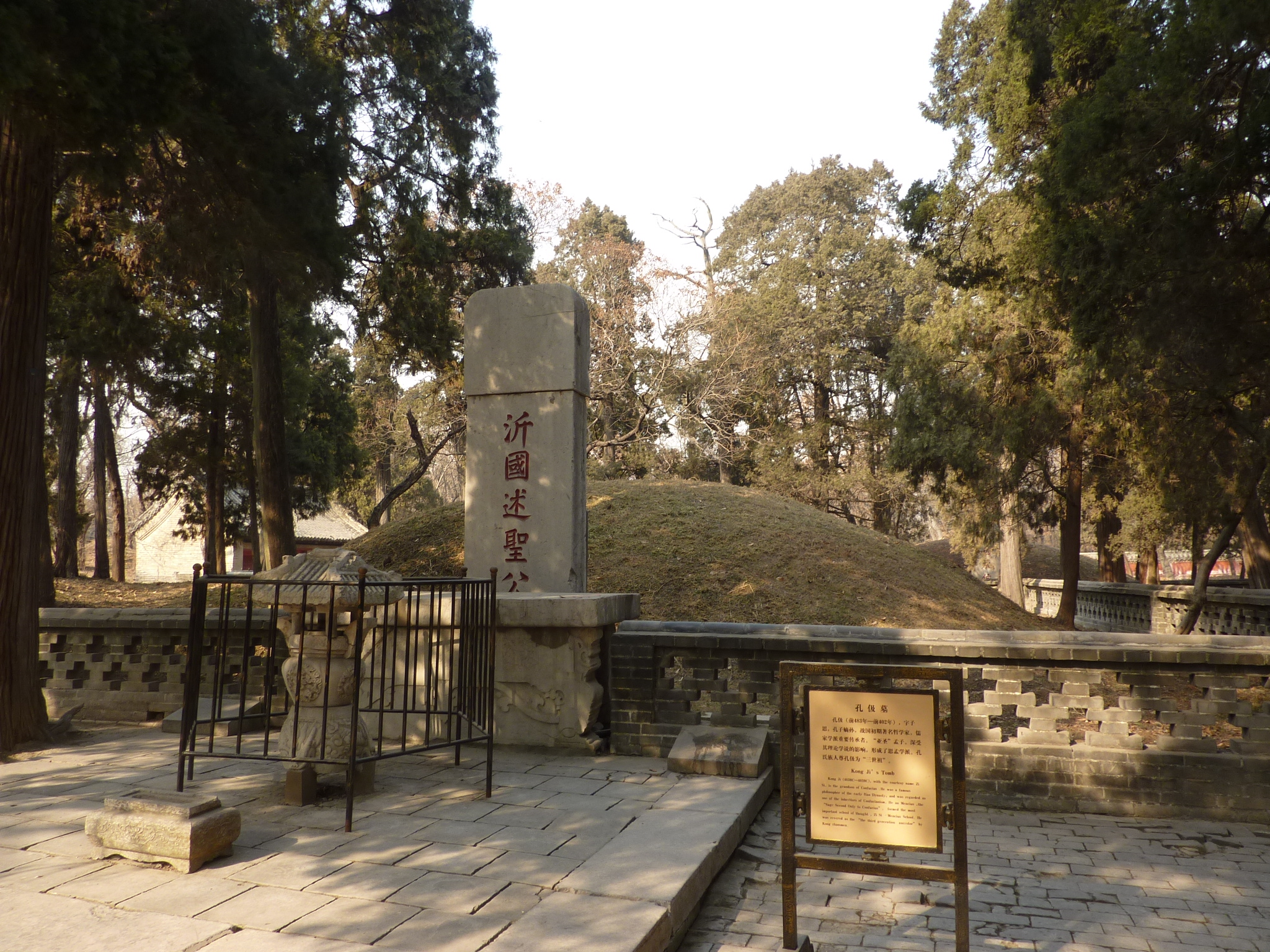
مزار کئونگ چی واقع در آرامگاه کنفسیوس

کئونگ چی (به انگلیسی: K'ung Chi) فیلسوف چینی بود که در حدود سال ۵۰۰ قبل از میلاد در ایالت لو از ایالات چین برآمد. او معروف به زیسی(به پین یین:Zǐsī، به وید جایلز:Tzu-ssu) است و در احترام به کئونگ چی او را زیسی زی (به انگلیسی: Zisizi) به معنای استاد زیسی می‌نامند.
او تنها نوه کنفسیوس بود. سه کتاب معروف از او باقی‌مانده‌است:
- چونگ یونگ (به انگلیسی: Chung yung) یا آیین اعتدال.
- تاهسوئه که یکی از چهار کتاب بزرگ آموزش است.
- علاوه بر تاهسوئه یکی دیگر از چهار کتاب بزرگ آموزش نیز بدو منسوب است.